# Fasolato család
A Fasolatók a tizenhetedik és tizennyolcadik század között Padovában tevékenykedő szobrászcsalád volt. Családnevük gyakran szerepel a helyi kőfaragó testvériségről (fraglia) szóló írásokban, de a rokoni kapcsolatok nem mindig egyértelműek az egyes tagok között.
Giovanni Fasolato nevét két évszázadot felölelő különböző dokumentumok tanúsítják. Ugyanarról a személyről lehet szó, aki 1668-ban született, 1729-ben halt meg, és legalább 1692 óta a fragliába íratták be. Rovigói tevékenységét a Sant'Antonio Abate- és a San Francesco-templomok tanúsítják 1690 körül, míg ezt követően Padovában találjuk (1707, 1709, 1714–15, 1715, 1717, 1719, 1721, 1727–28). Rovigóban (1707) és Pragliában (1710). Oltármellvédeket (például Rovigóban a San Bartolomeo-templomban) és más, kevéssé eredeti rutinmunkákat készített.
Érdekesebb az Agostinóról szóló információ, amelyet nagyon nehéz azonosítani, mivel két ilyen nevű művész ugyanabban az időszakban tevékenykedett, az egyik Silvestro fia (1712–1787, 1741 óta a fragliában), a másik Vincenzo (1714–?, dokumentálva) 1750-es és 1760-as évek között). Az e néven fennmaradt alkotások két csoportra oszthatóak: az egyikük szerény kőfaragóhoz méltó rutinmunkákat, a másikuk nagyobb művészi értéket képvisel. Ez megerősítheti két különálló személyiség létét, de nem zárható ki, hogy ugyanannak a művésznek kettős karaktere volt (ahogyan Napoleone Pietrucci feltételezte).
Egy Agostino Fasolatót két, 1752-ből származó fizetési okirat említ, amelyek a Basilica del Santo „kórusának márványairól” szólnak. Giovanni Battista Rossetti szerint ez két kis oszlop lenne a kórus bejáratának belső oldalán, domborművekkel díszítve, és Giovanni Gloria terve alapján faragták ki őket.
Ugyanebben az időszakban ugyanezt a nevet említik a Montagnana-székesegyház 1755-ben felszentelt oltárának megalkotása alkalmából is, amely három Antonio Bonazza-domborművet és Michelangelo Venier-féle kisbronzokat tartalmaz. Nem lehet megmondani, hogy Fasolato csak az oltár építésére szorítkozott, vagy készített-e valamilyen egyéb díszítést is; az első feltételezés valószínűbbnek tűnik, tekintve, hogy ugyanannak a templomnak néhány egyszerű alkatrészt készített a (később feldarabolt) Rózsafüzér-oltár kiegészítésére.
1750-ben egy Agostino Fasolato kapott megbízást a torresellei plébániatemplom külső és belső szegletköveinek létrehozására.
A legértékesebb alkotás e név alatt a Lázadó angyalok bukása című művének márványcsoportja (eredetileg a padovai Palazzo Papafavában volt, majd 1972-ben a Cassa di Risparmio di Padova és Rovigo gyűjteményének adományozták, végül 2003-ban helyezték el a vicenzai Palazzo Leoni Montanariban) és A szabin nők elrablása, jelenleg eltűnt státuszú (korábban a Palazzo Maldurában, majd a Battaglia Terme-i Villa Emóban volt).
Az első egyetlen carrarai márványból kifaragott impozáns alkotás, amely hatvan meztelen figurát foglal magában, egyfajta csokorba burkolva, és a mélybe zuhanás pillanatában vagy a menekülés feszültségében ragadt meg. A mű abszolút egyedi, elszakad a helyi művészettől; ehelyett a rendkívül eredeti szobrász, Francesco Bertos alkotásaihoz való közeledés figyelhető meg rajta, amelyeket legalább 1733-ban Padovában dokumentáltak. Fasolato azonban felbosszantotta ezt a modellt, növelve a figurák számát és változatosságát a testcsavarások és kontrasztok tekintetében, miközben egyesítette őket a fényes és sima felületek által diktált formában.
A szabin nők elrablása józanabb: kevesebb az alak, a mozdulatok kimértebbek és elegánsabbak.
Az Andrea Moschetti által Fasolatóhoz rendelt (Padova polgári múzeumi letéteiben) a Lapithokkal harcoló kentaurnőt nehéz azonosítani: Camillo Semenzato kétségeket vet fel ezzel kapcsolatban, és valószínűleg vissza kell őket címezni Bertosnak. A Paolo Goi által felvetett San Sebastiano szerzősége az Andreis plébániatemplomban azonban határozottan elfogadhatatlan.

## Fordítás
- Ez a szócikk részben vagy egészben  a   Fasolato című olasz Wikipédia-szócikk ezen változatának fordításán alapul.  Az eredeti cikk szerkesztőit annak laptörténete sorolja fel. Ez a jelzés csupán a megfogalmazás eredetét és a szerzői jogokat jelzi, nem szolgál a cikkben szereplő információk forrásmegjelöléseként.

## Bibliográfia
- Paola Rossi: Fasolato, Dizionario biografico degli italiani, vol. 45, Róma, Istituto dell'Enciclopedia Italiana, 1995. Hozzáférés: 2015. augusztus 7.